# گرتا نیسن
گرتا نیسن (انگلیسی: Greta Nissen؛ ۳۰ ژانویهٔ ۱۹۰۶ – ۱۵ مهٔ ۱۹۸۸) بازیگر تئاتر و سینما و هنرمند رقص اهل نروژ و ایالات متحده آمریکا بود.
از فیلم‌هایی که وی در آن نقش داشته‌است، می‌توان به بیل سفیر کبیر اشاره کرد.

## نگارخانه

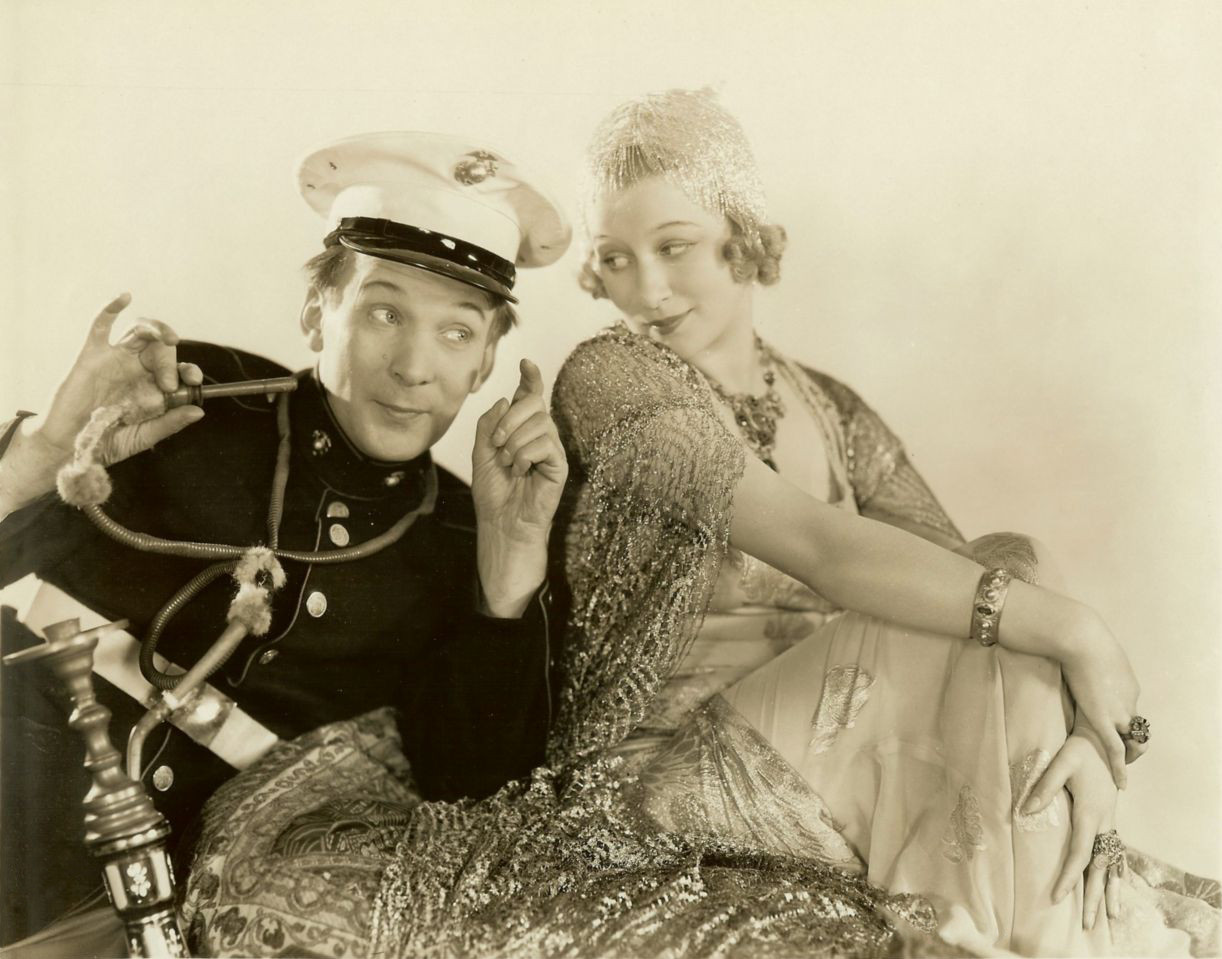
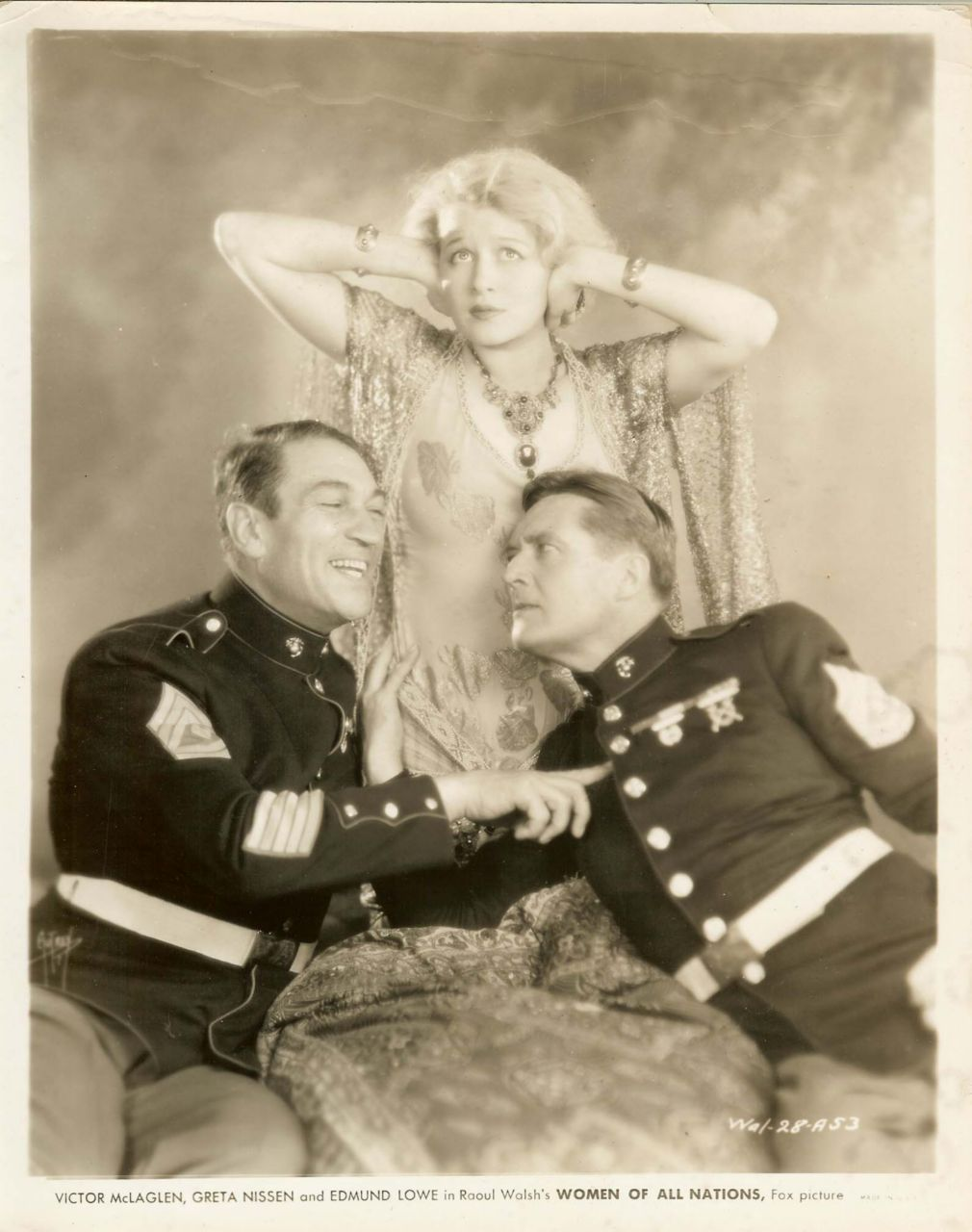
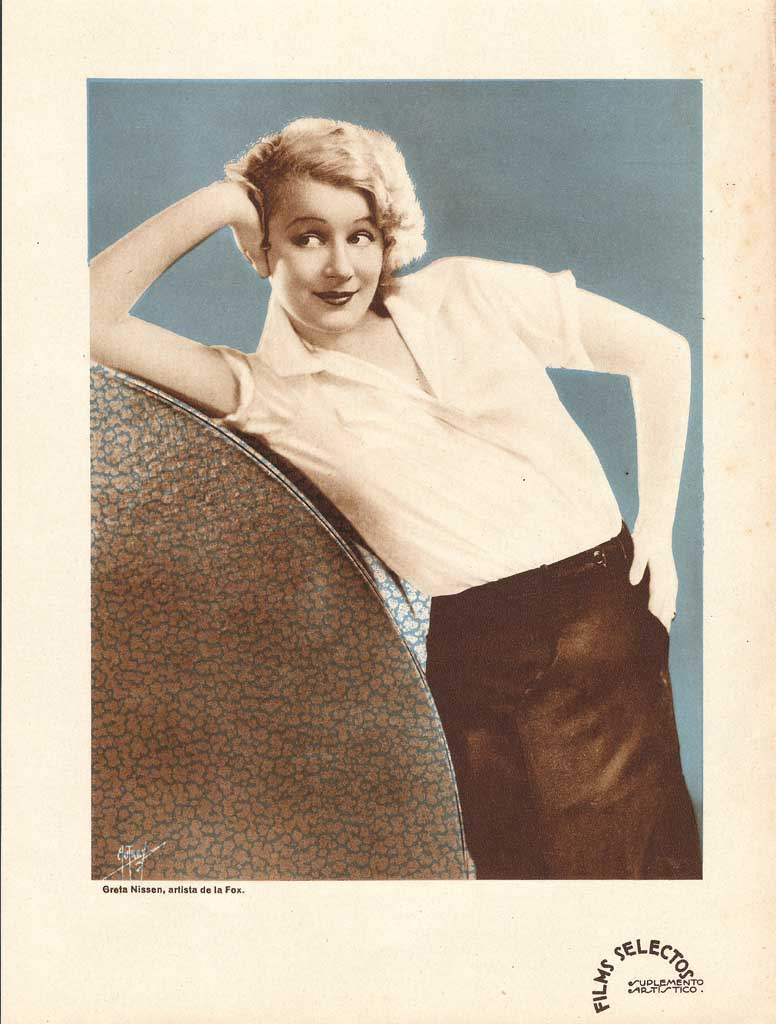
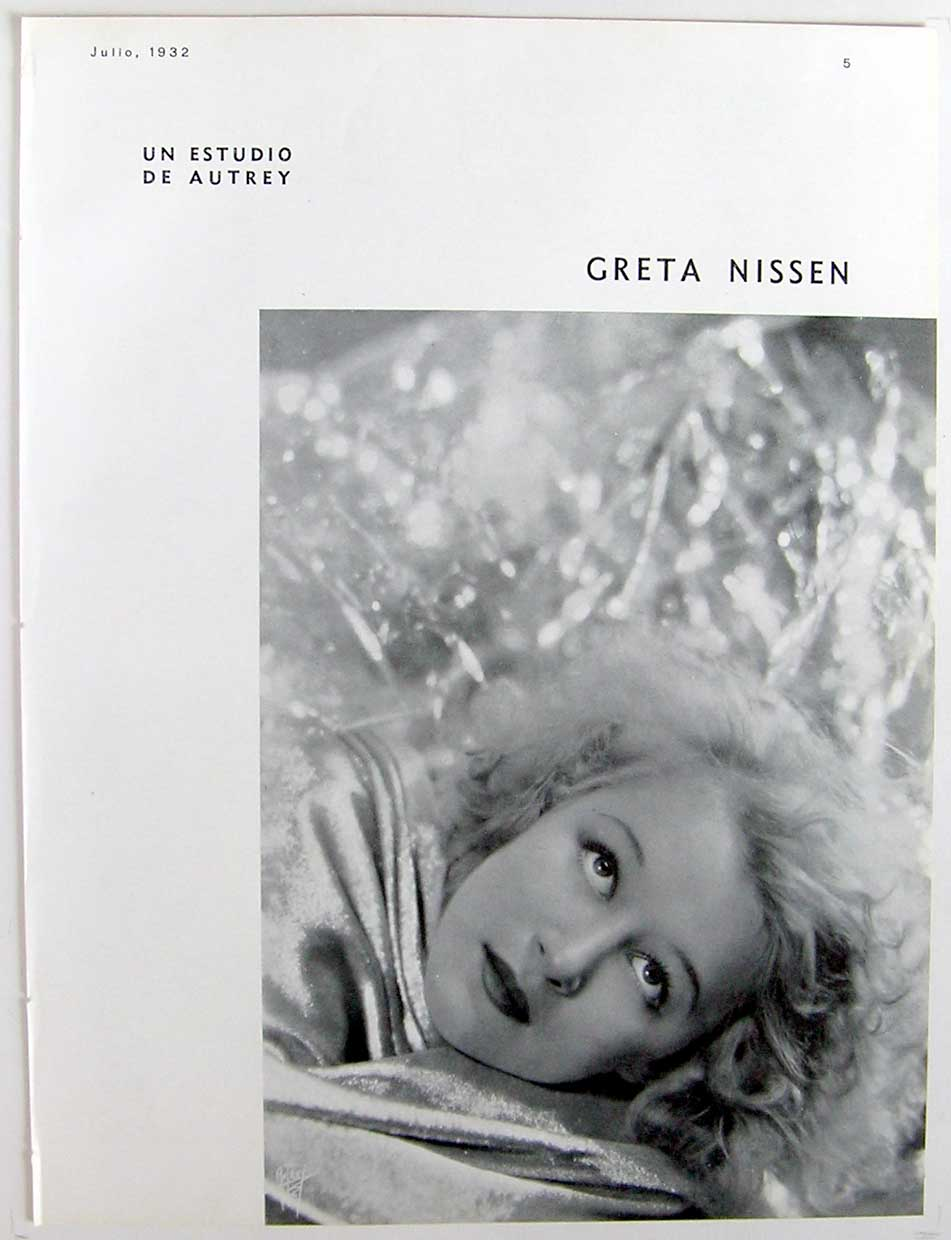
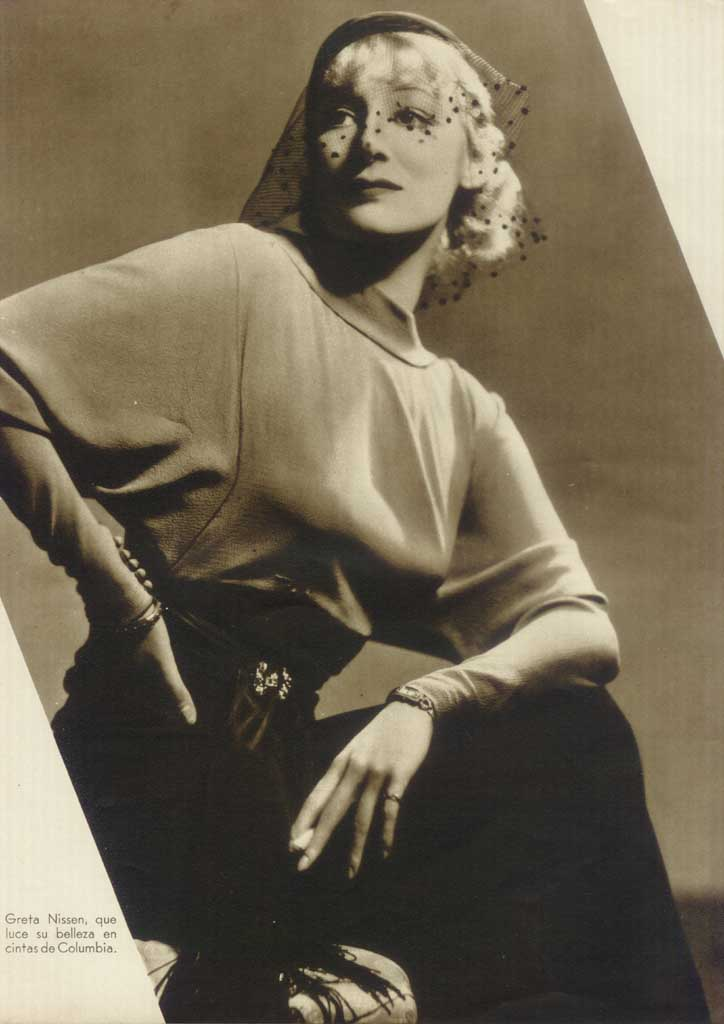